# The Collective (empresa)

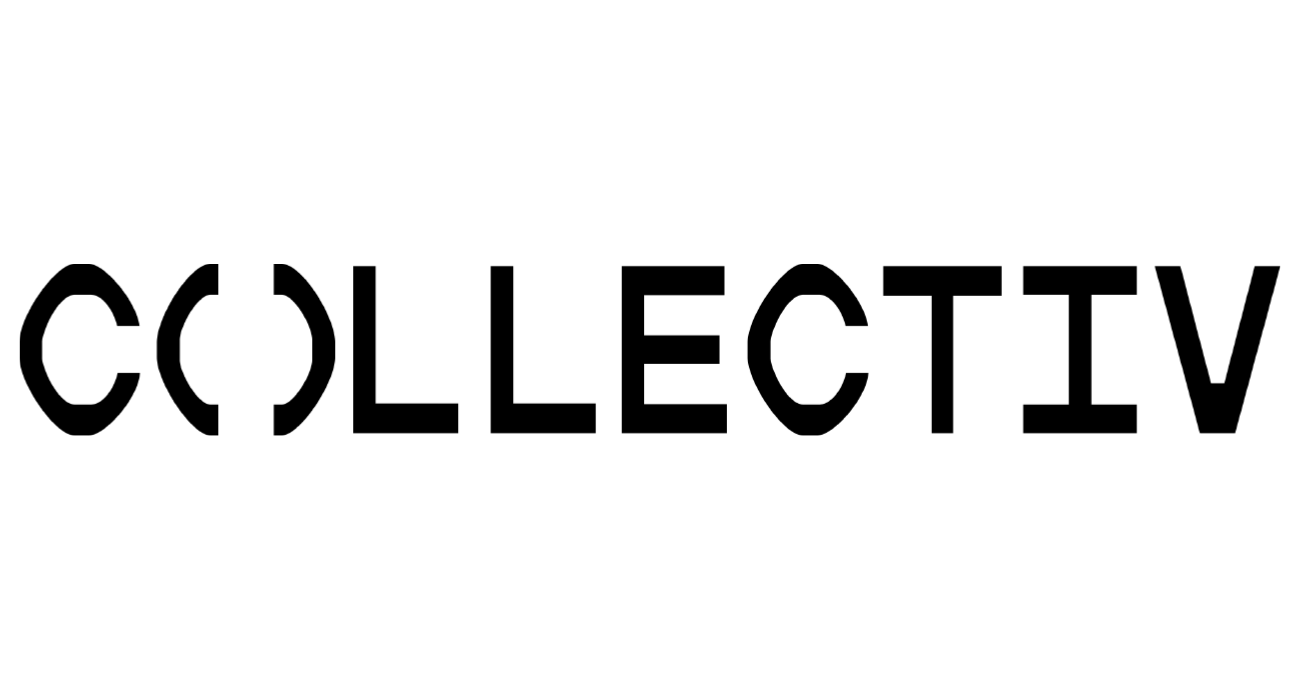
Logo Collective.

The Collective Inc. foi uma empresa desenvolvedora de jogos de video game localizada em  Newport Beach, Califórnia. A companhia criou diversos jogos baseados em filmes e programas de televisão desde a sua fundação em 1997.

## História
A empresa foi fundada por três empregados da Virgin Interactive, Douglas Hare, Gary Priest e Richard Hare, em 1997. Os primeiros projetos da companhia foram criar versões dos jogos Men in Black e The Game of Life, que antes eram de PC para o PlayStation. A desenvolvedora trabalha principalmente em títulos licenciados de filmes e de programas de TV. A The Collective criou o seu próprio motor gráfico chamado Slayer que foi usado em Buffy, Indiana Jones e em projetos atuais. Desde 2004, a companhia cresceu para 90 empregados.
Em 29 de Março de 2005, foi anunciado que a The Collective fundiu-se com a Backbone Entertainment para formar uma nova companhia, a Foundation 9 Entertainment. Em 27 de Março de 2008, a Foundation 9 Entertainment anunciou que mudaria de nome e logotipo, e passaria a chamar-se de Double Helix Games.

## Jogos
- Men in Black (antiga versão de PC)
- The Game of Life (antiga versão de PC)
- Star Trek: Deep Space Nine: The Fallen (2000)
- Buffy the Vampire Slayer (2002)
- Indiana Jones and the Emperor's Tomb (2003)
- Wrath Unleashed (2004 - primeiro título não-licenciado)
- Star Wars Episode III: Revenge of the Sith (2005)
- Marc Ecko's Getting Up: Contents Under Pressure (2006)
- The Da Vinci Code (2006)
- Dirty Harry (2007 - cancelado)
- Harker (2008)